# Harry Thürk
Harry Thürk, rodným jménem Lothar Rudolf Thürk, (8. března 1927, Zülz, Horní Slezsko, Výmarská republika – 24. listopadu 2005, Výmar, Německo) byl německý novinář a spisovatel. Byl velmi populární zejména v někdejší Německé demokratické republice.

## Biografie
Pocházel z Horního Slezska. V době 2. světové války v roce 1944 ve věku 17 let vstoupil jako dobrovolník do nacistického Wehrmachtu, kde sloužil jako výsadkář. Krátce také bojoval na východní frontě, ale byl vojáky Rudé armády zajat. Po propuštění ze zajetí se vrátil do východního Německa, které se nacházelo v sovětském okupačním pásmu, z něhož později vznikla Německá demokratická republika. 

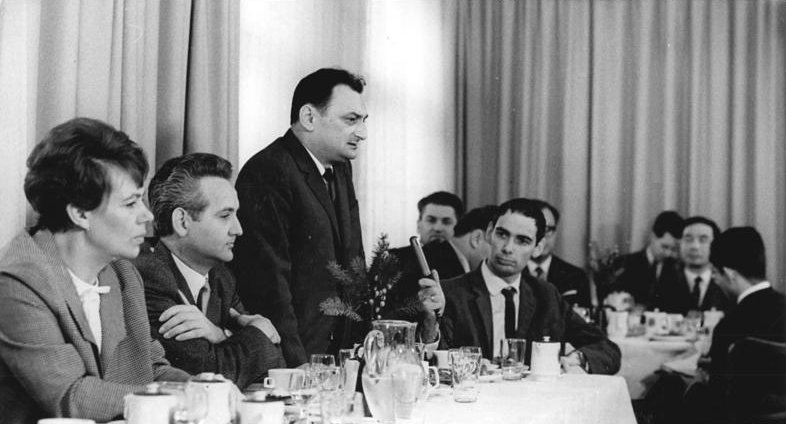
Harry Thürk v roce 1967, stojící uprostřed

Byl velmi aktivní ve východoněmeckém komunistickém mládežnickém hnutí, působil jako novinář a fotoreportér, pracoval jako válečný zpravodaj v Číně a ve Vietnamu, postupně se etabloval jako spisovatel.
Během svého života napsal celkem šedesát knih, včetně románů, detektivek, literatury faktu i knížek pro děti a mládež. Některá jeho díla byla i zfilmována, u většiny z nich také spolupracoval i na jejich scénáři. Mezi jeho vůbec nejznámější díla patří ostře protiválečný román Hodina mrtvých očí z roku 1957, který byl později přeložen do 30 jazyků, v češtině vyšel poprvé v roce 1960.
Zemřel po delší nemoci ve věku 78 let v nemocnici ve Výmaru.

## Přeložená díla
- Hodina mrtvých očí, 1960
- Lotos na hořících jezerech, 1963
- Údolí sedmi měsíců, 1963
- Vítr umírá před džunglí, 1964
- Blázen a černovláska, 1965
- Dievča z džungle, 1966 (slovensky)
- Pearl Harbor, 1968 (slovensky)
- Tiger zo Šangri la, 1974 (slovensky)
- Amok, 1977
- Dračí dech, 1979
- Kejklíř, 1980
- Singapur, 1981
- Léto mrtvých snů, 2015